# القاسم المشترك الأكبر لمتعددتي حدود
في الجبر، القاسم المشترك الأكبر لمتعددتي حدود (بالإنجليزية: Polynomial greatest common divisor)‏ هو متعددة حدود ذات أقصى درجة ممكنة، تقسم كلا من متعددتي الحدود الأصليتين.
هذا المفهوم يشبه مفهوم القاسم المشترك الأكبر لدى الأعداد الطبيعية.

## التعريف العام
لتكن p و k متعددتي حدود معاملاتهما تنتمي إلى مجال تكاملي F وبالتحديد في حقل أو في مجموعة الأعداد الصحيحة.

## القاسم المشترك الأكبر بالحساب اليدوي
هناك العديد من الطرق التي تمكن من حساب القاسم المشترك الأكبر لمتعددتي حدود. فيما يلي اثنان منهن:
- تعميل متعددات الحدود
- خوارزمية أقليدس

### باستعمال خوارزمية أقليدس
{\displaystyle \deg(b(x))\leq \deg(a(x))\,.}
{\displaystyle a(x)=q_{0}(x)b(x)+r_{0}(x)\qquad {\text{and}}\qquad \deg(r_{0}(x))<\deg(b(x))}
{\displaystyle a_{1}(x)=b(x),b_{1}(x)=r_{0}(x),}